# Sarceaux
Sarceaux är en kommun i departementet Orne i regionen Normandie i nordvästra Frankrike. Kommunen ligger i kantonen Argentan-Ouest som tillhör arrondissementet Argentan. År 2022 hade Sarceaux 1 047 invånare.

## Befolkningsutveckling
Antalet invånare i kommunen Sarceaux
| Referens: INSEE |